# Среда (продюсерская компания)
«Среда» — продюсерская компания, производитель телепрограмм и сериалов для федеральных каналов и онлайн-платформ. Основана в июне 2008 года Александром Цекало после его ухода с поста заместителя генерального директора по спецпроектам «Первого канала». Основной вид деятельности: производитель теле- и кинопродукции, дистрибьютор. До 31 марта 2014 года совладельцем компании выступал продюсер Руслан Сорокин. С 2017 года генеральным продюсером и управляющим партнером компании является Иван Самохвалов.

## История
«Среда» была создана Александром Цекало в 2008 году, в 2012 году к компании присоединился Иван Самохвалов. 
Уже в 2012 году компания первой получила права на адаптацию сериалов BBC, и представила мистический детектив «Обратная сторона Луны» («Life on Mars» / BBC). Проект с успехом прошёл в эфире и был продлён на второй сезон. 
В 2016 году «Среда» продала детективно-криминальный сериал «Мажор» сервису Netflix. Впервые российский многосерийный фильм появился на американской онлайн-платформе. Кроме этого, проект был продан в 7 стран и получил более 15 наград. Позже Netflix купил еще пять проектов компании: «Фарца», «Метод», «Саранча», «Sпарта» и «Территория». 
В 2017 году «Среда» создала экспериментальный проект — на больших экранах впервые вышел сериал «Гоголь», и он показал лучший летний старт за всю историю отечественного кинопроката. Мистический детектив приобрела для показа платформа Amazon.
Проекты компании ежегодно участвуют в международных рынках, фестивалях и конкурсах. В 2017 году в Каннах в рамках крупнейшего рынка аудиовизуального контента MIPCOM состоялась премьера исторической драмы «Троцкий», а уже в 2018 году «Среда» там же представила психологическую драму «Триггер». Проект стал финалистом международного профессионального конкурса сериалов MIP DRAMA и до эфира был продан в 7 стран.
Каждый год «Среда» производит 150 часов оригинального сериального контента для ведущих российских каналов и онлайн — платформ. На конец 2021 года компания имела в библиотеке 45 сериалов, общей продолжительностью более 440 часов.
В 2019 году «Среда» открыла офис в Лос-Анджелесе для создания оригинального контента и российских адаптаций для зрителей США и Канады.
В 2021 году «Среда» заключила договор об эксклюзивном партнёрстве с онлайн-кинотеатром IVI («Иви»), с осени 2022 года сотрудничество продолжалось по рыночной модели.
В 2023 году «Среда» заключила договор об эксклюзивном производстве сериалов для онлайн-кинотеатра Okko.

## Основные показатели
По данным базы «СПАРК-Интерфакс», в 2010 году чистая прибыль телекомпании «Среда» составляла чуть больше 1 млн рублей. По итогам 2012 года компания получила крупнейшую в своей истории выручку — 380,5 млн рублей и зафиксировала чистую прибыль в 21 млн рублей. По состоянию на 2015 года оборот составлял около 322 млн рублей. Выручка группы компаний «Среда» в 2020 году составила 1,9 млрд рублей, наибольшую часть суммы принесло головное предприятие — ООО «Продюсерская компания „Среда“» — 1,2 млрд рублей.

## Название компании
Александр Цекало:
…мы не просто такое название в своё время выбрали. Мы создали определённую среду, в которой работают безумцы, и мы создаём [сериалы]: то «Гоголь» в кинотеатрах или «Троцкий», это всегда что-то необычное, мы пытаемся, по крайней мере.
Также нейминг связывают с тем, что Цекало родился 22 марта 1961 года, то есть в среду.

## Фильмография

### Телесериалы
| Название                         | Дата выпуска | Телеканалы                           | Жанр                    |
| -------------------------------- | --- | ------------------------------------ | ----------------------- |
| «Обратная сторона Луны»          | 5 ноября 2012—8 декабря 2016 (1 сезон, 2 сезон: 1-8 серии, Первый канал); 4—19 июля 2016 (2 сезон, Yle Teema); 10—11 марта 2018 (2 сезон, Пятница!) | Первый канал, Yle Teema, Пятница!    | фантастический детектив |
| «Супер-Макс»                     | 20—27 июля 2013 | СТС                                  | ситуационная комедия    |
| «Мажор» (1-4 сезоны)             | 15 декабря 2014—12 января 2023 (1-4 сезоны, Первый канал); 2 июля—20 августа 2022 (4 сезон, Кинопоиск)                                              | Первый канал, Кинопоиск              | детективная драма       |
| «Фарца»                          | 30 марта—2 апреля 2015 | Первый канал                         | авантюрная драма        |
| «Лучше не бывает»                | 7—15 сентября 2015 | Первый канал                         | драмеди                 |
| «Метод» (1-2 сезоны)             | 18 октября 2015—28 марта 2021 | Первый канал                         | психологический триллер |
| «Клим»                           | 31 января—28 февраля 2016 | Первый канал                         | детективная драма       |
| «Саранча»                        | 13—20 марта 2016 | Первый канал                         | эротический триллер     |
| «Дом фарфора»                    | 30 октября—2 ноября 2017 | Россия-1                             | ретро-мелодрама         |
| «Троцкий»                        | 6—9 ноября 2017 | Первый канал                         | историческая драма      |
| «Лачуга должника»                | 6 января 2018 | Россия-1                             | фантастическая драма    |
| «Секретарша»                     | 22—25 января 2018 | Первый канал                         | детективное драмеди     |
| «Sпарта»                         | 9—19 июля 2018 | Первый канал                         | психологическая драма   |
| «Гоголь»                         | 25 марта—4 апреля 2019 | ТВ-3                                 | мистический детектив    |
| «Коп»                            | 27—30 мая 2019 | Первый канал                         | детективное драмеди     |
| «Про Веру»                       | 13—16 января 2020 | Первый канал                         | драма                   |
| «Триггер» (1-2 сезоны)           | 7 февраля 2020 (1 сезон: 1 серия, ВКонтакте); 10 февраля 2020—10 ноября 2022 (1-2 сезоны, Первый канал); 7 января—14 мая 2022 (2 сезон, Кинопоиск)  | ВКонтакте, Первый канал, Кинопоиск   | психологическая драма   |
| «Заступники»                     | 23 марта—2 апреля 2020 (1 сезон, Первый канал); 21 февраля—3 марта 2022 (2 сезон, IVI и Кино1ТВ); 24—26 июля 2024 (2 сезон, ТВ Центр)               | Первый канал, IVI, Кино1ТВ, ТВ Центр | детективная драма       |
| «Алиби»                          | 18 октября—3 ноября 2021 | Первый канал                         | драмеди                 |
| «Серебряный волк»                | 14—23 февраля 2022 | Первый канал                         | шпионский триллер       |
| «Спроси Марту»                   | 27 июня—18 июля 2022 ( IVI и Кинопоиск); 25 сентября—5 октября 2023 ( Первый канал)                                                                 | IVI, Кинопоиск, Первый канал         | детективная драма       |
| «Порт»                           | 13 августа—24 сентября 2022 ( Wink и Кинопоиск); 19 марта 2024 ( Дом кино Премиум)                                                                  | Wink, Кинопоиск, Дом кино Премиум    | детективная драма       |
| «Русалки» (совместно с «Амедиа») | 10 сентября—17 декабря 2022 ( Wink и Кинопоиск); 1—8 сентября 2024 ( Наше мужское)                                                                  | Wink, Кинопоиск, Наше мужское        | мистический детектив    |
| «Детективный синдром»            | 6 октября—17 ноября 2022 ( Wink и Кинопоиск); 19 мая 2024 ( Дом кино Премиум)                                                                       | Wink, Кинопоиск, Дом кино Премиум    | детективное драмеди     |
| «Актёр»                          | 8 декабря 2022—16 февраля 2023 ( Wink и Кинопоиск); 3—4 апреля 2024 ( Дом кино Премиум)                                                             | Wink, Кинопоиск, Дом кино Премиум    | психологическая драма   |
| «Территория»                     | 22 декабря 2022—2 февраля 2023 ( Wink и Кинопоиск); 30 сентября—3 октября 2024 ( ОТР)                                                               | Wink, Кинопоиск, ОТР                 | детективная драма       |

### Веб-контент
Сериалы
| Название                                                        | Дата выпуска                   | Сервис                  | Жанр                        |
| --------------------------------------------------------------- | ------------------------------ | ----------------------- | --------------------------- |
| «Проект „Анна Николаевна“» (1-2 сезоны)                         | 26 марта 2020—28 октября 2021  | Кинопоиск HD            | сай-фай-драмеди             |
| «Последний министр»                                             | 26 марта 2020 — наст. вр.      | Кинопоиск HD/ Кинопоиск | сатирическая комедия        |
| «Последствия»                                                   | 3 июня—22 июля 2020            | Okko                    | драма                       |
| «Просто представь, что мы знаем»                                | 24 сентября 2020               | Кинопоиск HD            | драма                       |
| «Шерлок в России»                                               | 22 октября—10 декабря 2020     | Start                   | приключенческий детектив    |
| «Секреты семейной жизни»                                        | 18 апреля 2021—2 декабря 2022  | Kion                    | чёрная комедия              |
| «Хрустальный»                                                   | 19 апреля—16 июня 2021         | Kion                    | детективный триллер         |
| «Пищеблок» (во 2 сезоне — совместно с кинокомпанией «Лунапарк») | 19 мая 2021—26 августа 2023    | Кинопоиск HD/ Кинопоиск | мистический триллер         |
| «Коса»                                                          | 25 августа—20 октября 2021     | Kion                    | детективный триллер         |
| «Контакт» (совместно с Good Story Media)                        | 9 сентября 2021—5 октября 2023 | Premier                 | драма                       |
| «Бег улиток»                                                    | 19—25 января 2022              | Kion                    | драматический триллер       |
| «Нулевой пациент»                                               | 19 мая—23 июня 2022            | Кинопоиск               | историческая драма          |
| «Химера» (1 сезон)                                              | 15 сентября 2022               | Иви                     | криминальная драма          |
| «Переговорщик»                                                  | 3 ноября—8 декабря 2022        | Kion                    | остросюжетный детектив      |
| «Замёрзшие»                                                     | 1 декабря 2022                 | Иви, Okko               | психологический триллер     |
| «Райцентр»                                                      | 23 июня 2023                   | Иви                     | чёрная комедия              |
| «Разрешите обратиться»                                          | 20 июля 2023                   | Иви                     | фантастическая экшн-комедия |
| «Лада Голд»                                                     | 21 сентября 2023               | Иви                     | приключенческое драмеди     |
| «Золотое дно» (1 сезон)                                         | 18 января 2024                 | Иви                     | криминальная драма          |
| «Трасса»                                                        | 5 сентября—31 октября 2024     | Okko                    | психологический триллер     |
| «Лихие»                                                         | 24 октября 2024 — наст. вр.    | Okko, Start             | криминальная драма          |
| «Аутсорс»                                                       | 13 февраля—27 марта 2025       | Okko                    | драма                       |
| «Цыгане. Улица Шекспира»                                        | 6 марта—18 апреля 2025         | Okko                    | криминальная драма          |
| «Полураспад»                                                    | 2025                           | Okko                    | историческая драма          |

Программы
| Название                                                | Дата выпуска                  | Ведущий                                             | Сервис              | Жанр                                                                               |
| ------------------------------------------------------- | ----------------------------- | --------------------------------------------------- | ------------------- | ---------------------------------------------------------------------------------- |
| «За кадром „Большой разницы“»                           | 4 ноября 2009—17 октября 2012 | —                                                   | Braznica.ru         | моменты съёмок, неудачные дубли и интервью с создателями и гостями шоу и фестиваля |
| «Звёздный час»                                          | 15 октября 2010—6 июня 2012   | —                                                   | Braznica.ru         | онлайн-конференции актёров шоу «Большая разница»                                   |
| «#СериаList»                                            | 27 мая и 3 июня 2020          | Александр Цекало                                    | Instagram           | блог о сериалах                                                                    |
| «Прямой эфир с Максимом Полинским и Николаем Булыгиным» | 20 апреля 2021                | PR-менеджер компании                                | Instagram           | интервью с креативными продюсерами сериала «Метод»                                 |
| «„Триггер“. Интервью друг другу»                        | 25 мая 2022                   | Ангелина Стречина, Влад Тирон                       | ВКонтакте, Telegram | двойное интервью актёров сериала                                                   |
| «Кем вы работали до того, как попали в индустрию кино?» | 1 сентября 2022               | —                                                   | ВКонтакте           | интервью съёмочной группы сериала «Разрешите обратиться»                           |
| «С Новым годом!»                                        | 31 декабря 2022, 2023         | —                                                   | ВКонтакте, Telegram | поздравления от звёзд сериалов компании                                            |
| «Максим Матвеев спешит поздравить вас лично!»           | 8 марта 2023                  | Максим Матвеев                                      | ВКонтакте, Telegram | поздравление с Международным женским днём                                          |
| «Даня Киселёв про съёмки в сериале „Райцентр“»          | 27 апреля 2023                | —                                                   | ВКонтакте, Telegram | впечатления актёра от съёмок в проекте                                             |
| «Данил Чащин о работе над „Райцентром“»                 | 3 мая 2023                    | —                                                   | ВКонтакте, Telegram | впечатления режиссёра от съёмок сериала                                            |
| «Курьёзы на съёмочной площадке сериала „Химера“»        | 16 мая 2023                   | Лукерья Ильяшенко, Аскар Ильясов и Василий Михайлов | ВКонтакте           | актёрские воспоминания                                                             |
| «Девяностые. Что это было?»                             | 2 июня—10 декабря 2023        | —                                                   | ВКонтакте, Telegram | воспоминания съёмочной группы сериала «Лихие»                                      |
| «„Разрешите обратиться“. Блиц»                          | 19 июля—11 августа 2023       | —                                                   | ВКонтакте, Telegram | опрос съёмочной группы сериала                                                     |
| «„Контакт“. Блиц»                                       | 27 августа—5 октября 2023     | —                                                   | ВКонтакте, Telegram | опрос актёров сериала                                                              |
| «„Лада Голд“. Блиц»                                     | 25 сентября—23 октября 2023   | —                                                   | ВКонтакте, Telegram | опрос съёмочной группы сериала                                                     |
| «„Улица Шекспира“. Блиц»                                | 12—17 октября 2023            | —                                                   | ВКонтакте, Telegram | опрос съёмочной группы сериала                                                     |
| «Одно волшебное воспоминание»                           | 25—30 декабря 2023            | —                                                   | ВКонтакте, Telegram | актёрские воспоминания                                                             |
| «„Аутсорс“. Блиц»                                       | 15 января 2024                | —                                                   | ВКонтакте, Telegram | опрос актёров сериала                                                              |
| «„Золотое дно“. Блиц»                                   | 18 января—8 февраля 2024      | —                                                   | ВКонтакте, Telegram | опрос съёмочной группы сериала                                                     |
| «Актёрский блиц»                                        | 6 марта 2024 — наст. вр.      | —                                                   | ВКонтакте, Telegram | опрос актёров сериалов компании                                                    |

Музыкальные клипы
| Название песни | Исполнитель                              | Дата выхода      | Сервис  |
| -------------- | ---------------------------------------- | ---------------- | ------- |
| «Странник»     | Валерий Юрченко в образе Николая Баскова | 15 сентября 2013 | YouTube |
| «Троллинг»     | Филипп Киркоров                          | 22 сентября 2013 | YouTube |
| «Родному»      | Ксения Собчак в образе Оксаны Север      | 22 сентября 2013 | YouTube |
| «Make It Last» | «Therr Maitz»                            | 31 января 2014   | YouTube |

### Фильмы
| Название                                                | Дата выхода в кинопрокат/ цифровой прокат | Прокатчик                | Сборы в России и СНГ | Дата премьеры на ТВ | Телеканал               | Рейтинг/ доля | Жанр                       |
| ------------------------------------------------------- | ----------------------------------------- | ------------------------ | -------------------- | ------------------- | ----------------------- | ------------- | -------------------------- |
| «Zолушка»                                               | 14 февраля 2012                           | Централ Партнершип       | 155 млн руб.         | 2 января 2013       | Первый канал            | 6.5/16.7      | романтическая комедия      |
| «В спорте только девушки»                               | 6 февраля 2014                            | Централ Партнершип       | 250 млн руб.         | 2 марта 2015        | ТНТ                     | 2.2/6.6       | спортивная комедия         |
| «Саранча»                                               | 5 ноября 2015                             | Централ Партнершип       | 30 млн руб.          | 11 февраля 2023     | Канал 7                 | нет данных    | эротический триллер        |
| «Переводчик»                                            | 12 ноября 2015                            | Централ Партнершип       | 9 млн руб.           | 22 декабря 2017     | Пятница!                | 0.1/1.2       | боевик                     |
| «Гоголь. Начало»                                        | 31 августа 2017                           | Каропрокат               | 455 млн руб.         | 22 декабря 2017     | ТВ-3                    | 1.7/5.8       | мистический детектив       |
| «Гоголь. Вий»                                           | 5 апреля 2018                             | Каропрокат               | 462 млн руб.         | 25 августа 2018     | ТВ-3                    | 1.0/4.5       | мистический детектив       |
| «Килиманджара»                                          | 19 июля 2018                              | Каропрокат               | 49 млн руб.          | 11 октября 2019     | СТС                     | нет данных    | приключенческая комедия    |
| «Гоголь. Страшная месть»                                | 30 августа 2018                           | Каропрокат               | 468 млн руб.         | 23 ноября 2018      | ТВ-3                    | 1.9/7.1       | мистический детектив       |
| «День до»                                               | 15 января 2019                            | IVI                      | 0,009 млн руб.       | 29 марта 2019       | Первый Балтийский канал | нет данных    | драматический киноальманах |
| «Мажор. Фильм»                                          | 2 января 2021                             | Кинопоиск HD             | —                    | 1 января 2023       | Первый канал            | 2.7/9.6       | комедийный боевик          |
| «Скажи ей»                                              | 13 мая 2021                               | Дисней Студиос           | 5 млн руб.           | 12 февраля 2023     | Канал 7                 | нет данных    | драма                      |
| «Бендер: Начало»                                        | 24 июня 2021                              | Централ Партнершип       | 50 млн руб.          | 11 февраля 2022     | Россия-1                | нет данных    | приключенческая комедия    |
| «Бендер: Золото империи»                                | 15 июля 2021                              | Централ Партнершип       | 23 млн руб.          | 18 февраля 2022     | Россия-1                | нет данных    | приключенческая комедия    |
| «Бендер: Последняя афера»                               | 5 ноября 2021                             | Кинопоиск, Wink, Premier | —                    | 20 сентября 2024    | Россия-1                | нет данных    | приключенческая комедия    |
| «Мажор в Сочи»                                          | 22 декабря 2022                           | Кинопоиск                | —                    | 30 апреля 2024      | Первый канал            | 1.7/8.6       | комедийный боевик          |
| «Триггер. Фильм» (совместно с кинокомпанией «Лунапарк») | 21 декабря 2023                           | Кинопоиск                | —                    | —                   | —                       | —             | психологическая драма      |

### Телепрограммы
| Название                                                                    | Дата выпуска | Ведущие                                                           | Телеканалы                | Жанр                                    |
| --------------------------------------------------------------------------- | --- | ----------------------------------------------------------------- | ------------------------- | --------------------------------------- |
| «Поющая компания»                                                           | 13 сентября—14 ноября 2008 | Антон Макарский, Виктория Морозова                                | ТВ Центр                  | музыкальное шоу                         |
| «Большая разница» (2—74 выпуски)                                            | 19 сентября 2008—15 июня 2014 | Александр Цекало, Иван Ургант (2008—2012)                         | Первый канал              | пародийное шоу                          |
| «Рубик Всемогущий»                                                          | 2—23 августа 2009 | Рубен Джагинян                                                    | Первый канал              | юмористическое шоу                      |
| «Южное Бутово»                                                              | 13 сентября 2009—19 сентября 2010 | Сергей Светлаков, Дмитрий Брекоткин                               | Первый канал              | импровизационное шоу                    |
| «Чета Пиночетов»                                                            | 20 ноября 2009—19 августа 2011 | Евгений Писарев, Юрий Чурсин (2009), Павел Прилучный (2011)       | НТВ                       | скетчком                                |
| «Большая разница (Украина)» (в 4-5 сезонах — совместно с Profit Production) | 31 декабря 2009—31 декабря 2010 (1-8 выпуски, ICTV); 27 марта 2011—20 января 2012 (9-32 выпуски, 1+1); 18 мая 2012—21 декабря 2013 (33-51 выпуски, Интер); 8—15 ноября 2015 (52-53 выпуски, Zoom) | Александр Цекало, Иван Ургант                                     | ICTV, 1+1, Интер, Zoom    | пародийное шоу                          |
| «Дураки, дороги, деньги»                                                    | 6 сентября—15 декабря 2010 | —                                                                 | РЕН ТВ                    | скетчком                                |
| «Большая разница в Одессе»                                                  | 17 сентября 2010—7 октября 2012 | Александр Цекало, Иван Ургант                                     | Первый канал              | фестиваль пародий                       |
| «Евро-2012»                                                                 | 9—16 октября 2010 | —                                                                 | ICTV                      | скетчком                                |
| «Маршрутка»                                                                 | 6—22 декабря 2010 | —                                                                 | Пятый канал               | юмористическое шоу                      |
| «Большая разница (Беларусь)»                                                | 31 декабря 2010 | Александр Цекало, Иван Ургант                                     | Первый национальный канал | пародийное шоу                          |
| «Шоу ни бе ни ме нехило»                                                    | 23 января—27 марта 2011 | Александр Цекало, «Квартет И»                                     | Первый канал              | импровизационное шоу                    |
| «Нонна, давай!»                                                             | 4 сентября 2011—6 января 2012 | Нонна Гришаева                                                    | Первый канал              | скетчком                                |
| «Хвилина для перемоги»                                                      | 16 октября—30 декабря 2011 | Максим Аверин                                                     | Украина                   | телеигра                                |
| «Большая разница (Казахстан)»                                               | 31 декабря 2011 | Александр Цекало, Иван Ургант                                     | Первый канал «Евразия»    | пародийное шоу                          |
| «Жить будете!»                                                              | 8 января—1 апреля 2012 (1-20 выпуски, Украина); 2 апреля—5 сентября 2012 (1-40 выпуски, РЕН ТВ)                                                                                                   | —                                                                 | Украина, РЕН ТВ           | скетчком                                |
| «Супергерои»                                                                | 8 сентября 2013—21 декабря 2014 (с перерывами) | —                                                                 | Пятница!                  | пародийный скетчком                     |
| «Кабаре без границ»                                                         | 1—22 марта 2014 | Александр Цекало                                                  | Первый канал              | шоу талантов                            |
| «Большой вопрос» (1 сезон)                                                  | 18 апреля—18 июля 2014 | Василий Уткин                                                     | СТС                       | телеигра                                |
| «Прожекторперисхилтон» (5 сезон)                                            | 4 марта—23 декабря 2017 | Иван Ургант, Александр Цекало, Гарик Мартиросян, Сергей Светлаков | Первый канал              | информационно-развлекательная программа |

## Награды
- В 2009 году проект «Большая разница» получил премию ТЭФИ в номинации «Юмористическая программа».
- В 2010 году проект «Большая разница» получил 3 премии ТЭФИ в номинациях «Юмористическая программа», «Продюсер телевизионной программы» (Александр Цекало, Руслан Сорокин), «Режиссёр телевизионной программы» (Дмитрий Дьяченко, Герман Ефимов) и премию «Google Trend 2009» в номинации «Телепередача года»[55].
- В 2010 году проект «Большая разница (Украина)» получил премию «Телетриумф» в номинации «Юмористическая программа»[56] и премию «Телезвезда» в номинации «За самый остроумный взгляд на современное украинское телевидение»[57].
- В 2011 году проект «Большая разница (Украина)» получил премию «Телетриумф» в номинации «Юмористическая программа»[58].
- В 2012 году проект «Большая разница» получил премию ТЭФИ в номинации «Сценарист телевизионной программы» (Руслан Сорокин, Константин Маньковский, Кирилл Ситников, Константин Ворончихин, Кирилл Быков, Дмитрий Зверьков, Андрей Мухортов, Александр Туркин, Александр Николаев, Алексей Николаев).
- В 2012 году телеверсия фестиваля «Большая разница в Одессе» получила премию ТЭФИ в номинации «Развлекательная программа. Образ жизни».
- В 2013 году сериал «Обратная сторона Луны» получил 3 приза Ассоциации продюсеров кино и телевидения в номинациях «Лучший телевизионный мини-сериал (5-16 серий)», «Лучшая режиссёрская работа» (Александр Котт), «Лучший актёр телевизионного фильма/сериала» (Павел Деревянко).
- В 2013 году фильм «Zолушка» получил премию «Жорж» в номинации «Российская актриса года» (Кристина Асмус).
- В 2014 году фильм «В спорте только девушки» получил премию Международного фестиваля спортивного кино и телевидения в Самаре в номинации «Лучший российский художественный фильм о спорте»[59] и премию Международного фестиваля спортивного кино и телевидения в Милане в номинации «Лучший иностранный художественный фильм о спорте»[60].
- В 2015 году сериал «Мажор» получил 3 приза Ассоциации продюсеров кино и телевидения в номинациях «Лучший телевизионный мини-сериал (5-24 серии)», «Лучшая операторская работа» (Улугбек Хамраев), «Лучшая работа режиссёра монтажа» (Кирилл Абрамов) и 2 премии «Жорж» в номинациях «Российский сериал года (драма)» и «Российский герой года» (Павел Прилучный).
- В 2015 году фильм «Саранча» получил 2 премии Международного кинофестиваля в Портсмуте в номинациях «Лучший фильм» и «Лучшая операторская работа» (Юрий Коробейников)[61].
- В 2016 году сериал «Фарца» получил приз Ассоциации продюсеров кино и телевидения в номинации «Лучшая оригинальная музыка к телевизионному фильму/сериалу» (Ryan Otter).
- В 2016 году сериал «Метод» получил 2 премии ТЭФИ в номинациях «Телевизионный фильм/сериал», «Лучший актёр телевизионного фильма/сериала» (Константин Хабенский); 3 приза Ассоциации продюсеров кино и телевидения в номинациях «Лучший актёр телевизионного фильма/сериала» (Константин Хабенский), «Лучшая работа режиссёра монтажа» (Максим Полинский, Николай Булыгин), «Лучшая работа звукорежиссёра» (Михаил Алексеенков, Игорь Иншаков, Игорь Денисов); премию «Слово» в номинации «Лучший сценарий телевизионного фильма» (Дмитрий Иванов, Олег Маловичко), премию «Жорж» в номинации «Российский сериал года (драма)», премию Нью-Йоркского кинофестиваля в номинации «Криминальная драма»[62] и платиновую награду Хьюстонского международного кинофестиваля[63].
- В 2016 году Александр Цекало получил премию ТЭФИ в номинации «Телевизионный продюсер сезона» за сериалы «Метод», «Саранча», «Клим» и «Лучше не бывает».
- В 2016 году новелла фильма «День до» «Наследие человечества» получила диплом конкурса киноальманахов «OMNIBUS» на кинофестивале «Киношок» «за способность хохотать на краю мрачной бездны»[64].
- В 2016 году фильм «В спорте только девушки» получил специальный приз общины Габрово на Международном кинофестивале комедийного фильма «Смешен Филм Фест»[65].
- В 2017 году сериал «Клим» получил 2 премии «Золотой орёл» в номинациях «Лучший телефильм или мини-сериал (до 10 серий)» и «Лучшая мужская роль на телевидении» (Константин Лавроненко) и приз Ассоциации продюсеров кино и телевидения в номинации «Лучшая операторская работа» (Улугбек Хамраев).
- В 2017 году сериал «Мажор» получил премию ТЭФИ в номинации «Режиссёр телевизионного фильма/сериала» (Максим Полинский, Николай Булыгин) и 2 приза Ассоциации продюсеров кино и телевидения в номинациях «Лучший телевизионный мини-сериал (5-24 серии)» и «Лучший актёр второго плана в телевизионном фильме/сериале» (Никита Панфилов).
- В 2017 году продюсерская компания «Среда» получила спецприз Ассоциации продюсеров кино и телевидения в номинации «За достижения на зарубежном рынке».
- В 2017 году сериал «Гоголь» получил премию фестиваля «Accolade Global Film Competition» в номинации «Award of Excellence» за выдающийся кинематографический уровень[66][67] и премию фестиваля «The Indie Gathering International Film Festival» в номинации «TV pilot — foreign» за лучший зарубежный пилот телевизионного сериала[68].
- В 2018 году сериал «Троцкий» получил 3 премии ТЭФИ в номинациях «Телевизионный фильм/сериал», «Режиссёр телевизионного фильма/сериала» (Александр Котт, Константин Статский), «Лучший актёр телевизионного фильма/сериала» (Константин Хабенский), 10 призов Ассоциации продюсеров кино и телевидения в номинациях «Лучший телевизионный мини-сериал (5-24 серии)», «Лучшая режиссёрская работа» (Александр Котт), «Лучшая операторская работа» (Сергей Трофимов, Николай Богачёв и Улугбек Хамраев), «Лучшая работа художника-постановщика» (Сергей Тырин), «Лучшая работа художника по гриму» (Марина Красновидова), «Лучшая работа звукорежиссёра» (Игорь Иншаков, Михаил Алексеенков), «Лучшая работа режиссёра монтажа» (Александр Иванов, Александр Амиров, Максим Полинский, Николай Булыгин), «Лучшие визуальные эффекты» (Евгений Барулин), «Лучший актёр телевизионного фильма/сериала» (Константин Хабенский) и «Лучшая актриса телевизионного фильма/сериала» (Ольга Сутулова) и 2 премии фестиваля «Утро Родины» в номинациях «Лучшая мужская роль» (Константин Хабенский) и «Лучшая операторская работа» (Сергей Трофимов, Николай Богачёв и Улугбек Хамраев)[69].
- В 2018 году фильм «Гоголь. Начало» получил премию ТЭФИ в номинации «Событие телевизионного сезона», специальный приз Ассоциации продюсеров кино и телевидения в номинации «За успешный кинопрокат телесериала» и премию «Global Music Awards» за саундтрек (Ryan Otter)[70].
- В 2018 году сериал «Алиби» получил премию фестиваля телесериалов «Пилот» в номинации «Лучший продюсер» (Александр Цекало)[71].
- В 2019 году сериал «Sпарта» получил 2 премии «Золотой орёл» в номинациях «Лучший телефильм или мини-сериал (до 10 серий)» и «Лучшая мужская роль на телевидении» (Александр Петров).
- В 2019 году фильмы «Гоголь. Вий» и «Гоголь. Страшная месть» разделили 2 премии «Золотой орёл» в номинациях «Лучшая работа художника-постановщика» (Елена Жукова) и «Лучшая работа художника по костюмам» (Виктория Игумнова)[72].
- В 2019 году сериал «Спи со мной» получил 2 премии фестиваля телесериалов «Пилот» в номинациях «Выбор жюри» и «Лучший режиссёр» (Владимир Ракша)[73].
- В 2020 году сериал «Гоголь» получил приз Ассоциации продюсеров кино и телевидения в номинации «Лучшие визуальные эффекты» (CGC, AMGVFX).
- В 2020 году сериал «Проект „Анна Николаевна“» получил премию агентства InterMedia в номинации «Сериал года»[74].
- В 2021 году сериал «Триггер» получил 2 премии «Золотой орёл» в номинациях «Лучший телевизионный сериал (более 10 серий)» и «Лучшая мужская роль на телевидении» (Максим Матвеев)[75].
- В 2021 году сериал «Шерлок в России» получил приз Ассоциации продюсеров кино и телевидения в номинации «Лучшая работа режиссёра монтажа» (Алексей Волнов).
- В 2021 году сериал «Коса» получил серебряную награду Нью-Йоркского кинофестиваля в номинации «Лучший ТВ / веб-сериал»[76][77].
- В 2021 году сериал «Секреты семейной жизни» получил специальный приз от издания The Digital Reporter на фестивале Realist Web Fest[78] и премию Берлинского веб-фестиваля в номинации «Лучшая комедия»[79].
- В 2021 году сериал «Хрустальный» получил премию агрегатора «Кино Mail.ru» в номинации «Лучший российский сериал»[80].
- В 2022 году сериал «Секреты семейной жизни» получил Национальную премию в области веб-индустрии в номинации «Лучший интернет-сериал, выбор прессы (хронометраж эпизода менее 24 минут)»[81].
- В 2022 году сериал «Химера» получил премию фестиваля телесериалов «Пилот» в номинации «Лучшая операторская работа» (Батыр Моргачёв)[82].
- В 2022 году сериал «Триггер» получил 2 премии журнала «OK!» «Больше чем звёзды» в номинациях «Главный герой. Актриса» (Светлана Иванова) и «Главный герой. Актёр» (Максим Матвеев)[83].
- В 2022 году сериал «Нулевой пациент» получил премию журнала «КиноРепортёр» «Событие года» в номинации «Сериал года»[84] и премию журнала «OK!» «Больше чем звёзды» в номинации «Новые лица. Актриса» (Елизавета Шакира)[83].
- В 2022 году сериал «Хрустальный» получил премию «Русский детектив» в номинации «Лучший отечественный многосерийный фильм в жанре детектив»[85].
- В 2023 году сериал «Алиби» получил 2 премии «Золотой орёл» в номинациях «Лучший телевизионный сериал» и «Лучшая мужская роль на телевидении» (Евгений Стычкин).
- В 2023 году сериал «Нулевой пациент» получил премию Ассоциации продюсеров кино и телевидения в номинации «Лучший онлайн-сериал (6–12 серий)»[86], Национальную премию интернет-контента в номинации «Лучший сериал»[87], приз зрительских симпатий на премии «Большая цифра» в номинации «Оригинальные сериалы собственного производства. Драмы/мелодрамы»[88] и премию «Золотой орёл» в номинации «Лучший актёр онлайн-сериала» (Никита Ефремов)[89].
- В 2023 году фильм «Мажор в Сочи» получил приз зрительских симпатий на премии «Большая цифра» в номинации «Художественный фильм»[88].
- В 2023 году сериал «Хрустальный» получил премию Ассоциации продюсеров кино и телевидения в номинации «Лучший сериал (5–24 серии) [2021]»[86].
- В 2023 году сериал «Золотое дно» получил 2 премии фестиваля «Новый сезон» в номинациях «Героиня „Нового сезона“, 3-е место» (Юлия Снигирь) и «Герой „Нового сезона“, 3-е место» (Алексей Гуськов)[90].
- В 2023 году сериал «Триггер» получил 3 премии ТЭФИ в номинациях «Драматический сериал», «Сценарист сериала» (Андрей Золотарёв, Александра Ремизова) и «Актёр драматического сериала» (Максим Матвеев)[91].
- В 2024 году сериал «Лада Голд» получил премию «Большая цифра» в номинации «Комедии/ситкомы»[92], Национальную премию интернет-контента в номинации «Лучший трейлер сериала»[93] и премию фестиваля диджитал-контента Seriesland за лучшее визуальное решение[94].
- В 2024 году сериал «Аутсорс» получил премию фестиваля «Новый сезон» в номинации «Самый ожидаемый сериал»[95].
- В 2024 году сериал «Трасса» получил 3 премии «МедиаБренд» в номинациях «Лучший проморолик фильма/сериала российского или совместного производства, 1-е место», «Лучший трейлер сериала онлайн-кинотеатра/ТВ, 1-е место» и «Лучший саунд-дизайн в промо контента, 2-е место»[96], премию журнала «Сноб» «Сделано в России — 2024» в номинации «Кино, сериалы, анимация»[97], премию журнала «Hello!» в номинации «Сериал года»[98] и премию кинопортала «Кино-театр.ру» в номинации «Выбор критиков»[99].
- В 2024 году сериал «Лихие» получил премию «МедиаБренд» в номинации «Лучший постер для продвижения контента, 3-е место»[96].
- В 2025 году сериал «Трасса» получил 2 премии «Золотой орёл» в номинациях «Лучший сериал онлайн-платформ» и «Лучшая актриса онлайн-сериала» (Карина Разумовская)[100], премию «Большая цифра» в номинации «Оригинальные сериалы собственного производства. Детективы/триллеры»[101], премию «Men Today Trends/Кино» в номинации «Лучший сериал»[102], 3 премии Ассоциации продюсеров кино и телевидения в номинациях «Лучший онлайн-сериал (7 и более серий)», «Лучшая сценарная работа» (Олег Маловичко) и «Лучшая операторская работа» (Батыр Моргачёв)[103] и 2 премии Гильдии кастинг-директоров в номинациях «Лучшая женская роль» (Карина Разумовская) и «Лучший актёрский ансамбль многосерийного художественного фильма» (кастинг-директор Татевик Залинян)[104].
- В 2025 году сериал «Золотое дно» получил 3 премии Ассоциации продюсеров кино и телевидения в номинациях «Лучшая актриса сериала» (Юлия Снигирь), «Лучший актёр сериала» (Алексей Гуськов) и «Лучшая работа кастинг-директора» (Татевик Залинян)[103].
- В 2025 году сериал «Лихие» получил премию Гильдии кастинг-директоров в номинации «Лучшая мужская роль» (Артём Быстров)[104].

### Комментарии
1. ↑  Без учёта кабельных киноканалов.
2. ↑  Рейтинг и доля указаны по аудитории «все зрители 14—44 лет», данных по аудитории «все зрители старше 4 лет» в открытом доступе нет.
3. ↑  Указаны сборы от показов фильма на кинофестивалях, в кинопрокат фильм не выходил.